# Neolicaphrium
Neolicaphrium es un género extinto de mamífero ungulado perteneciente al orden Litopterna. Este animal vivió durante el Plioceno y el Pleistoceno en América del Sur, siendo el último superviviente de la familia Proterotheriidae.

## Especies

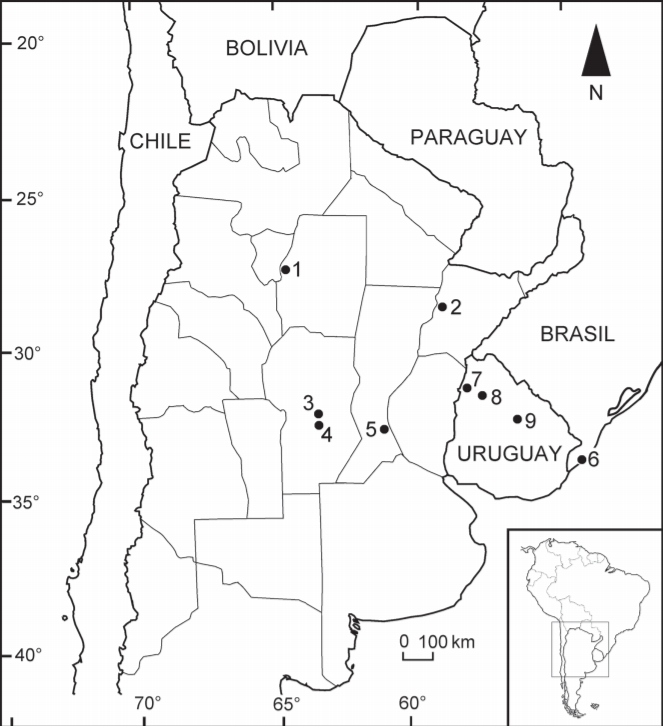
Localidades con fósiles de N. recens.

El género incluye dos especies, la especie tipo N. recens y N. major. Los fósiles encontrados de N. major, una mandíbula, provienen de la Formación Miramar en Chapadmalal, Argentina y corresponden a la edad mamífero Chapadmalalense de América del Sur (hace 4,0 a 3,0 millones de años, en el Plioceno). N. recens apareció en la edad Ensenadense (hace 1.2-0.8 millones de años) y la especie sobrevivió hasta el Lujanense (hace 800.000 y 11.000 años). Los fósiles de esta especie han sido encontrados en las provincias argentinas del noreste, en Córdoba, Corrientes, Santa Fe y Santiago del Estero, en el sureño estado brasileño de Rio Grande do Sul y el Departamento de Salto en Uruguay. De N. recens se han encontrado un cráneo parcial, mandíbulas parciales, dientes y huesos del tobillo y de la mano. Un húmero fragmentario, anteriormente asignado a la especie dudosa "Proterotherium berroi" también podría ser de esta especie.

## Características
Neolicaphrium era un proterotérido de tamaño pequeño (N. recens) a mediano (N. major). N. recens, con un peso de alrededor de 37 kilogramos era un tercio más pequeño que N. major. En líneas generales Neolicaphrium se asemejaba a Thoatherium del Mioceno, uno de los más famosos proterotéridos, por su constitución relativamente grácil y adaptada a la carrera, aunque sin presentar la monodactilia que caracteriza a Thoatherium, de modo que aún conservaba sus tres dedos en cada mano y pie. De manera similar a la de los ciervos más pequeños de la actualidad, tales como los pudús, los venados de las pampas y los muntiacos, Neolicaphrium era un herbívoro ramoneador. El análisis isotópico de los fósiles indica que Neolicaphrium se alimentaba principalmente de frutas y en menor medida de las plantas terrestres que crecían a ras del suelo, y que las hojas eran sólo una parte muy limitada de su dieta.
La composición de la fauna de la Formación Sopas en Uruguay, donde se han encontrado fósiles de N. recens del Pleistoceno tardío, indica que Neolicaphrium era un residente de sabanas y bosques abiertos de árboles. Las rocas de la Formación Sopas se depositaron en un bosque de galería con ríos y Neolicaphrium vivió ahí junto con otros mamíferos como el tapir, el pecarí de labios blancos, el puercoespín de cola prensil Coendou magnus, el carpincho, el jaguar y la nutria, especies que caracterizan a las zonas de bosques tropicales de América del Sur.

## Extinción
Anteriormente se pensaba que la familia Proterotheriidae se extinguió durante el Plioceno, como consecuencia de los cambios climáticos sucedidos en la transición al Pleistoceno, junto con los notoungulados paquiruquinos y los marsupiales argirolágidos. El registro fósil de N. recens sin embargo, mostró que este grupo sobrevivió hasta finales del Pleistoceno en áreas forestales, fuera de las regiones pampeanas típicas del Cono Sur que eran predominantes durante las edades de hielo del Cuaternario; sin embargo, esta idea fue rechazada hasta el siglo XXI, cuando los nuevos hallazgos fósiles permitieron corroborar su presencia en el Pleistoceno. En Formación Sopas también se hallan fósiles de varios tipos de ciervos (ciervos de las Pampas y una forma extinta). Neolicaphrium por lo tanto coexistió a lo largo del Pleistoceno con parte de las comunidades de mamíferos ungulados de origen holártico, lo que implica que la competencia con estos animales, que alcanzaron Suramérica durante el Gran Intercambio Biótico Americano, no desempeñó ningún papel en la eventual extinción de los proterotéridos. En cambio, los cambios ambientales producidos desde el final del Mioceno, que llevaron a la desaparición de zonas de bosques parecen haber sido claves en el declive y extinción de este grupo.